# Де Пауль, Фернандо
Фернандо Карлос де Пауль Лансиотти ( Fernando Carlos de Paul Lanciotti; род. 25 апреля 1991[…], Álvarez, Санта-Фе) — чилийский футболист, вингер клуба «Коло-Коло» и сборной Чили.

## Клубная карьера
Де Пауль — воспитанник клуба «Сан-Луис Кильота». 31 июля 2010 года в матче против «Уачипато» он дебютировал в чилийской Примере. В 2016 году Фернандо перешёл в «Универсидад де Чили». 25 сентября в матче против «Палестино» он дебютировал за новую команду. По итогам сезона игрок помог клубу выиграть чемпионат. В 2022 году де Пауль подписал контракт с «Эвертон». 7 февраля в матче против «Коло-Коло» он дебютировал за новую команду. 
В начале 2023 года де Пауль перешёл в «Коло-Коло». 23 апреля в матче против «Палестино» он дебютировал за новый клуб. В своём дебютном сезоне Фернандо помог команде завоевать Кубок Чили. 

## Международная карьера
13 октября 2018 года в товарищеском матче против сборной Перу де Пауль дебютировал за сборную Чили. 

## Достижения
Клубные
 «Универсидад де Чили»
- Победитель чилийской Примеры — Клаусура 2017

 «Коло-Коло»
- Обладатель Кубка Чили — 2023